# كريشنام راجو
كريشنام راجو (بالتيلوغوية: కృష్ణంరాజు)‏ (20 يناير 1940 - 11 سبتمبر 2022) سياسي، وممثل، ومنتج أفلام، ومصور أخبار من الهند. قام كريشنام راجو ببطولة أكثر من 183 فيلما روائيا في حياته المهنية.

## الجوائز
- جوائز ناندي  [لغات أخرى]‏

## روابط خارجية
- كريشنام راجو على موقع IMDb (الإنجليزية)
- كريشنام راجو على موقع قاعدة بيانات الفيلم (الإنجليزية)